# عبد الله كل مرة (مسلسل)
مسلسل مصري كوميدي إنتاج 2011 يقدم المسلسل العديد من المشاكل التي يتعرضها الإنسان بحياته اليومية يشير العمل إلى بعض الإسقاطات السياسية من خلال العمدة الذي يتشبث بالسلطة، ويريد أن يورثها لابنه، على الرغم أنه على قدر كبير من الغباء.

## قصة المسلسل
يناقش قضية التوريث من خلال دور الفنان عبد الله مشرف الذي يقوم بالبطولة ويجسد شخصية العمدة «عبد الله» عمدة كفر المواشي والذي يرغب في توريث العمودية لابنه «عبد الله الثاني»، الذي يقوم بتجسيده الفنان «أيمن إسماعيل» وتدور أحداث المسلسل حول هل سينجح العمدة في تنفيذ مخططه؟ وما مدى تقبل أهل القرية لهذه الفكرة؟ ورد فعلهم تجاهه؟.

## طاقم العمل

### الممثلون
- نسمة محمود
- حسام الخضري
- ندى بسيوني
- عبدالله مشرف [3]
- مجدي فكري
- أيمن إسماعيل
- مجدي فكري
- أيمن إسماعيل
- سيد الطيب
- عصام شاهين
- صلاح خليفة
- علاء زينهم
- محمد الباز
- كمال زعير
- فتحي سعد
- وائل علي
- سلوى عثمان

### إخراج
- خالد فتح الله   (مخرج)
- إبراهيم علوان  (مخرج منفذ)

### التأليف
- عبد الفتاح علي عقيلي  (مؤلف)